# Юшкевич, Валентин Серапионович
Валенти́н Серапио́нович Юшке́вич  (24 августа 1936, Снитово — 2 октября 1996, Москва) — советский и российский художник; священник Скорбященской церкви на Калитниковском кладбище.

## Биография
Родился 24 августа 1936 года в селе Снитово Брестской области (Белоруссия). Вскоре его отец купил дом на берегу реки Бобрик в деревне Дубновичи, и семья переехала туда. В возрасте трёх лет Юшкевич остался без отца, который погиб в результате несчастного случая.
Во время Великой Отечественной войны деревня Дубновичи была полностью разрушена оккупантами, все жители были выгнаны из своих домов, многие были расстреляны сразу, а оставшимся в живых немцами был предъявлен выбор: или плен, или расстрел. Как пишет Юшкевич в автобиографии, «все единодушно выбрали плен» и вскоре были отправлены в концлагерь. Вместе со всеми остальными жителями деревни шестилетним ребёнком Юшкевич был увезён в Германию, где провёл три года в концентрационном лагере. Несмотря на бомбардировки и расстрелы, остался жив, был освобождён английскими войсками, а затем вывезен обратно в Советский Союз. Вернулась семья в село Снитово, потому что Дубновичи были полностью разрушены.
В семинарию Юшкевич поступил по настоянию матери, хотя сам много пел, занимался вокалом и хотел дальше учиться музыке, чтобы затем поступить в Московскую консерваторию. Окончил сначала Минскую духовную семинарию, а затем, в 1966 году — Московскую духовную академию, после окончания которой более тридцати лет прослужил в Москве священником православных церквей.
В феврале 1965 года Юшкевич был рукоположён во диаконы, а в июне — во священники. После окончания академии в 1966 году был направлен на пастырское служение сначала в Предтеченскую церковь на Пресне, а ещё через год — в Николо-Архангельскую церковь, в которой прослужил два года. Наконец, в конце 1969 года молодой священник был переведён на служение в храм иконы Божией Матери «Всех скорбящих Радость» на Калитниковском кладбище города Москвы, где и прослужил оставшиеся двадцать пять лет своей жизни. За своё тридцатилетнее служение Юшкевич был удостоен патриарших наград: золотого наперсного креста, звания протоиерея, ордена Преподобного Сергия Радонежского и ордена Святого благоверного князя Даниила Московского.
В начале 1965 года Валентин Юшкевич женился, в браке родился сын.
Последние два года жизни отец Валентин перестал служить и находился на покое из-за болезни сердца. В это время он полностью сосредоточился на живописи, которую называл своим «вторым призванием» и «весной своей жизни». Про свои занятия живописью Юшкевич говорил: «Искусство всегда обновляло и укрепляло меня во всех жизненных трудностях. С кистью в руке я видел и вижу всю красоту досуга».
Скончался 2 октября 1996 года в Москве на 61-м году жизни от сердечной болезни. Погребён на Калитниковском кладбище в Москве, могила находится вблизи храма на шестом участке.

## Творчество
Рисовать Валентин Юшкевич начал очень поздно, в возрасте 44-х лет, почти случайно, предварительно получив на то патриаршее благословение. В 1980 году некий художник Сергей Куликов, который причащался у отца Валентина, обратил внимание на необычный красивый почерк священника и посоветовал ему серьёзно заняться живописью, не обращая внимания на отсутствие навыков и постепенно совершенствуя своё мастерство. На необычную каллиграфию обращают внимание все, кто хоть раз сталкивался с рукописными автографами Юшкевича. В частности, и его небольшая автобиография написана «какой-то странной вязью, отчего <…> листочки приобретают художественную ценность».

Во время моего пастырского служения в 1980 году, как-то случайно во мне обнаружили дар к живописи, которую я усовершенствую вот уже 15-ть лет, учусь в общении с природой и духом видения своего мира.
Меня однажды пригласили причастить на дому больного. Я записываю адрес, проезд. Как вы пишете хорошо, полагаю у вас есть не раскрытые наклонности к художеству, отметил пожилой мужчина, художник-педагог. Да что, Вы, рисовать я не смогу, таланта у меня нет, ответил я.
А, вы, батюшка, попробуйте, учёными ведь не рождаются, а лишь постепенно становятся — рассуждал Сергей Александрович.
Однажды, придя домой, я всё же взял кисть и начал рисовать. Через некоторое время смотрю: да, что-то получается…— В. Юшкевич, из автобиографии (1995 г.)
За шестнадцать лет творчества Юшкевич создал более тысячи произведений в стиле наив: в основном, акварелей на бумаге и картоне, позднее — картин, написанных в смешанной технике (гуашь-акварель-масло, иногда с добавлением темперы), реже всего в наследии Юшкевича можно встретить картины в традиционном сочетании холст-масло. С 1990 года начался наиболее продуктивный период художника, он расширил жанровую палитру, от пейзажей он перешёл на портреты и религиозные сюжеты.
Живописные работы Юшкевича время от времени приобретались частными лицами и музеями, на вырученные деньги художник, как правило, покупал необходимые материалы для работы, в отсутствии которых зачастую использовал, как многие примитивисты, мало-мальски пригодные подручные средства. При внешнем сходстве стиля с другими художниками наивного искусства, творчество и техника письма Юшкевича имеет ряд принципиальных отличий, сближающих его, в частности, с супрематизмом, как особым видом иконографии. Поэтому по отношению к работам Юшкевича иногда употребляется термин архаический супрематизм. В подтверждение тому у художника существует картина «Тёмный квадрат (подражание Малевичу)», где на чёрном фоне изображён павлин. Одновременно в работе явственно ощущается ирония, поскольку в картине нет даже тени объявленного автором «подражания», а напротив, виден явственный выход, преодоление «чёрного квадрата».

## Выставки
О тех выставках художественных работ, которые происходили при жизни Юшкевича, он сам успел написать в своей автобиографии 1995 года. «Были выставки: первая выставка в Знаменском храме на улице Разина „Да будет мир с вами“, на которой были представлены шестьдесят работ. Вторая выставка: „Красоту мира сохраним“. Третья выставка: „Дыхание селений райских“. Четвертая выставка: „Недописанные строки, не прозвучавшие имена“. В каждой из них были выставлены по 5-7 моих работ. Несколько моих работ были выставлены на ВДНХ, несколько — в Царицыно и в галерее „Дар“. В Сибири, Франции, Германии есть мои работы. Были также благодарности и награды за художество. Был награжден дипломом крестом-мощевиком. Достиг отметки: „Член союза художников“».
За годы большого интереса публики к художнику была распродана большая часть картин, которая оказалась как в музеях (Царицынский заповедник, Тюменский музей изобразительных искусств, Музей наивного искусства Москвы), так и в частных коллекциях русских и зарубежных коллекционеров.
Помимо нескольких персональных выставок, его работы дважды выставлялись на триеналле наивного искусства INSITA в Братиславе, на коллективных выставках наивного искусства в Москве.
В июле 2007 года в галерее журнала «Знамя» прошла персональная выставка работ Юшкевича, а июле 2014 года — в журнале «Наше наследие».
С 2005 года искусством В. С. Юшкевича заинтересовалась творческая группа «AS..IS» (Как..есть). После приобретения сохранившейся части его работ в городе Светлогорске Калининградской области был открыт музей Юшкевича под названием «Музей тишины AS…IS».